# Thyge Petersen
Thyge Petersen   (Horsens, 28 de maig de 1902 - Odense, 1 de gener de 1964) va ser un boxejador danès que va competir durant les dècades de 1920 i 1930.
El 1924 va prendre part en els Jocs Olímpics de París, on guanyà la medalla de plata de la categoria del pes semipesant, en perdre la final contra Harry Mitchell.
Després dels Jocs es va mantenir en la boxa amateur, tot guanyant el campionat de Jutlàndia en tres ocasions (1925, 1926 i 1928) i el campionat de Dinamarca en quatre ocasions (1925, 1927, 1928 i 1930). El 1925 i 1930 es proclamà campió d'Europa del pes semipesant.
El 1930 passà al professionalisme, amb un balanç de 4 victòries, 1 derrota i 2 combats nuls.